# Região Sul (Malawi)
A Região Sul é uma das 3 regiões do Malawi. Sua capital é a cidade de Blantyre.

## Distritos
- Balaka
- Blantyre
- Chikwawa
- Chiradzulu
- Machinga
- Mangochi
- Mulanje
- Mwanza
- Nsanje
- Phalombe
- Thyolo
- Zomba